# El Serrat Alt (Olius)
El Serrat Alt és una muntanya de 935 metres que es troba al municipi d'Olius, a la comarca catalana del Solsonès.